# 路易十八

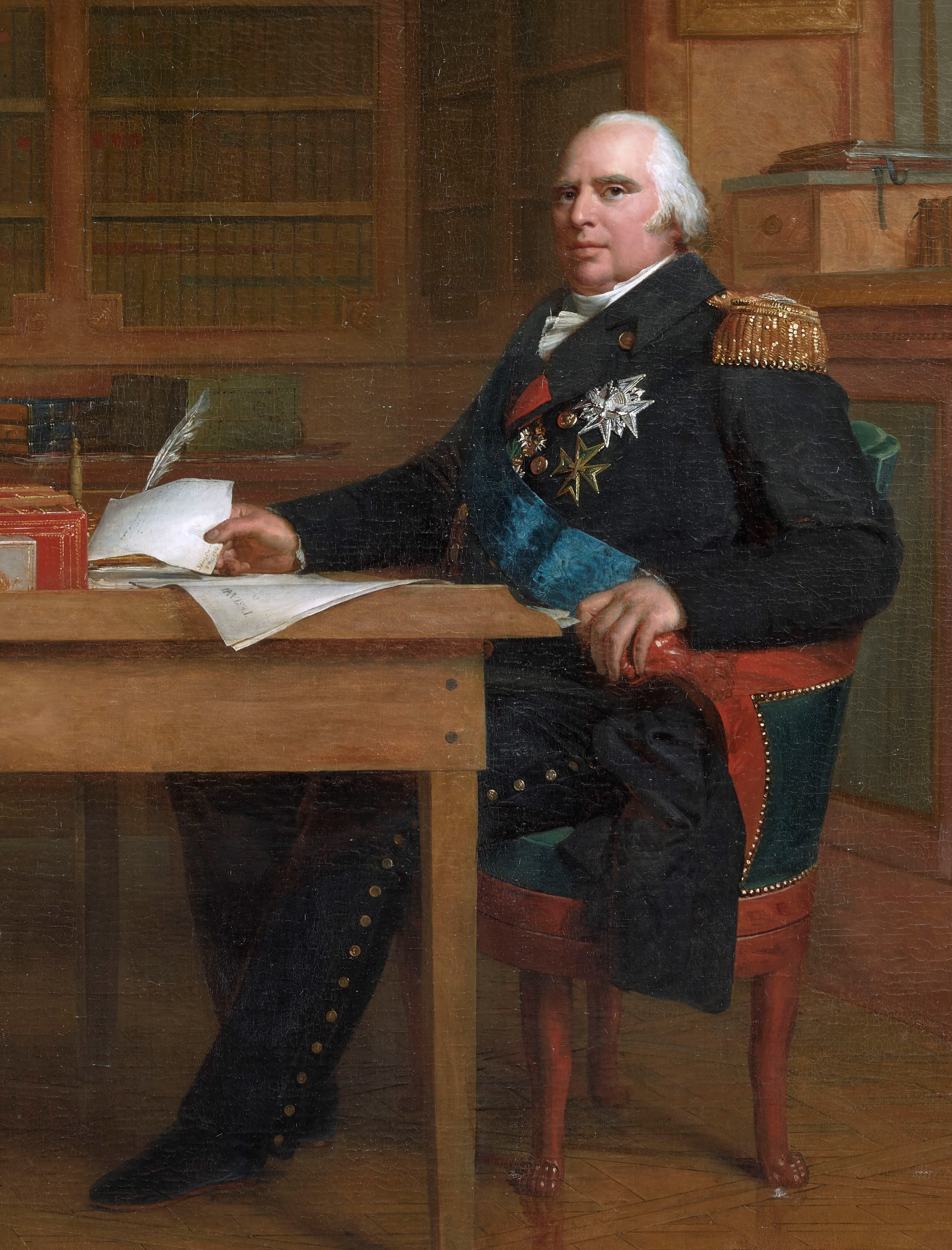
路易十八

路易十八（法語：Louis XVIII，1755年11月17日—1824年9月16日），法蘭西國王，是路易十六的弟弟，封安茹公爵。其姪路易十七在狱中被保皇会奉为国王。1795年，路易十七死于狱中，路易十八被奉为继承人。但由1795年至1824年在位期間，他有一大段時間並未居住在法國國內，實際在位約十年（1814年－1824年），當中約三個月短暫流亡。

## 早年生活
路易十八原名路易·斯坦尼斯拉夫·格扎维埃（Louis Stanislav Xavier），1755年11月17日於法國凡尔赛宫內出生，是父親路易（法王路易十五的長子）和母親玛丽·约瑟芬的四子，他出生時已被封為普羅旺斯伯爵，後因在他之上除了路易十六之外的兄長皆因故去世，使他一度成為王位繼承人（大親王Monsieur）。

## 法國大革命
當法国大革命爆發時初期，在他的封地所發生的反皇室事件較為溫和，但及後的反皇室浪潮漸漸升溫。1791年發生了路易十六的出逃事件，法王路易十六被送上斷頭台處死，當得悉其兄死訊後，他宣佈立其姪为路易十七，自己則為攝政。直至1795年6月8日，路易十七死於監獄，他自立為路易十八。

## 在位時期
由於法國的政權落入拿破仑一世的手上，路易十八自登基後便流浪到歐洲多個國家居住，計有俄罗斯帝国和英國。他在英國居住多年。
直至1814年，拿破仑一世在莱比锡战役战败，巴黎陷落，宣布退位，法皇路易十八在 大英帝国以及普魯士的联军护送下回到巴黎，波旁王朝复辟，史稱「波旁复辟」，而拿破崙一世被流放厄尔巴岛。1815年，因為政經條件的迅速惡化，民眾思念拿破崙一世，使他重掌政權，出現百日王朝，讓路易十八再度逃出法國。直到拿破仑一世同年的滑铁卢战役失敗後，宣布退位並被英國流放圣赫勒拿，路易十八才又復位。
他在位期間，在外交上和平地延续了拿破仑的大部分政策，包括对奥地利地位的压制。对内则採取妥協穩健的方針，压制议会和民间的极端保皇派、呼吁社会和解，颁布宪法，保障私人产权、新闻自由、宗教自由以及法律面前人人平等，向内阁转交权力以期实现君主立宪制；路易十八睿智地尊重國會並重視經濟建設，因此人民逐漸接受並支持這位「跟著外國軍隊進來」的復辟國王。剛開始路易十八进行第一次议会政治试验，国王拥有行政权和立法动议权，不久又解散了议会。重新选举的议会中，擁護君主立憲的自由派占了多数，政治逐渐清明，負責能幹的大臣也極力去恢復法國的地位與國力（如夏尔·莫里斯·德塔列朗-佩里戈尔）。但是在1820年2月13日，王位繼承人查理十世之次子貝里公爵遇刺，极端派援引神圣同盟的外力，趁机逼迫溫和派首相埃利·德卡兹辞职。极端派组成内阁，強化天主教會的力量並逐漸進行思想控制，許多市民称作“黑色恐怖”（因教士穿黑袍）。路易十八對此无力干预，自叹自己是一个“连马背也跨不上去的骑士”。事实上路易一直害怕自己死去的那一天，他的兄弟和继承人阿图瓦（查理十世）会放弃中间派政府，转而建立一个极端保皇派的独裁政权，这一担忧也确实应验了。
雖然信奉自由主义的市民對以其弟查理十世为首逐渐壮大的保守勢力日漸疑慮和不滿，但此時法國的農、工業由於景氣上揚以至繁榮進步，因此以農民為首的勢力仍給予國王熱誠的愛戴。

## 去世

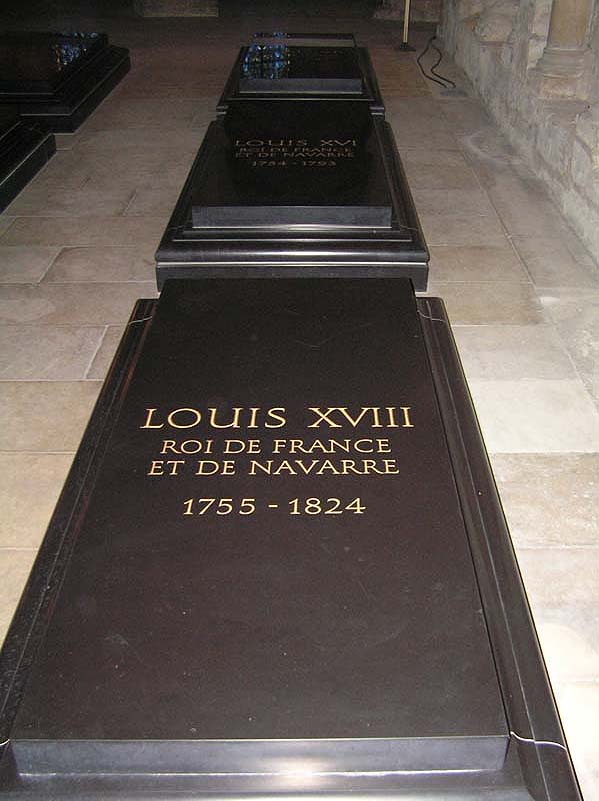
法蘭西國王路易十八之墓，于圣但尼圣殿

1824年，路易十八一病不起，由於無子女，王位由67岁的弟弟查理十世即位。此時法國不但已經恢復國際地位與軍政實力，也重建了經濟繁榮。
然而，路易十八在晚年逐漸屈從奧地利帝國宰相克萊門斯·馮·梅特涅的保守主义，以及其弟查理十世的極端君權派，他很清楚君主專制是不可能被法國人民所接受，因此他死前就憂慮地說：「我的弟弟恐怕難以死在這張床上」。1824年查理十世即位後，很快就遭遇經濟衰退的巨大衝擊，又因國王提倡神權政治的专制主义，以致1830年爆發了法國七月革命，波旁王朝告終。
| 路易十八 波旁王朝卡佩王朝的分支出生于：1755年11月17日逝世於：1824年9月16日 | 路易十八 波旁王朝卡佩王朝的分支出生于：1755年11月17日逝世於：1824年9月16日 | 路易十八 波旁王朝卡佩王朝的分支出生于：1755年11月17日逝世於：1824年9月16日 |
| 統治者頭銜                                                                 | 統治者頭銜                                                                 | 統治者頭銜                                                                 |
| -------------------------------------------------------------------------- | -------------------------------------------------------------------------- | -------------------------------------------------------------------------- |
| 前任者： 路易十六 為法蘭西人之王                                           | 法蘭西和納瓦拉國王 1814年4月11日－1815年3月20日                            | 繼任者： 拿破仑一世 為法国人的皇帝                                         |
| 前任者： 拿破仑一世 為法国人的皇帝                                         | 法蘭西和納瓦拉國王 1815年7月7日－1824年9月16日                             | 繼任者： 查理十世                                                          |
| 法國貴族爵位                                                               |                                                                            |                                                                            |
| 空缺上一位持有相同頭銜者：菲利普，安茹公爵                                 | 安茹公爵 1771年－1790年                                                    | 空缺下一位持有相同頭銜者：海梅 (马德里公爵)                                |
| 王位覬覦者                                                                 |                                                                            |                                                                            |
| 前任者： 路易十七                                                          | 正統派王位覬覦者 1795年6月8日－1814年4月11日                               | 1814年波旁复辟继承法国王位                                                 |
| 前任者： 自己                                                              | 正統派王位覬覦者 1815年3月20日－1815年7月7日                               | 1815年波旁复辟恢复法国王位                                                 |
| 王室頭銜                                                                   |                                                                            |                                                                            |
| 前任者： 奧爾良公爵菲利普一世                                              | 法國的兒子 1774年－1793年                                                  | 繼任者： 查理十世                                                          |